# جامعة برادلي
جامعة برادلي (بالإنجليزية: Bradley University)‏ هي جامعة خاصة متوسطة الحجم في بيوريا بولاية إلينوي. أسستها ليديا موس برادلي سنة 1897.
يدرُس في جامعة برادلي حاليًا حوالي 5400 طالب في أكثر من 100 برنامج للدرجة الجامعية الأولى، وأكثر من 30 برنامجًا للدراسات العليا في خمس كليات، ويقوم بالتدريس في الجامعة أساتذة لا مساعدو تدريس، وهي معترف بها من قبل 22 جهة اعتماد في الولايات المتحدة، من بينها مفوضية التعليم العالي.

## خريجون بارزون
- بول باول
- راي لحود: وزير مواصلات سابق في إدراة الرئيس باراك أوباما.
- روبرت دايل مورغان
- الميجور روبرت هنري لورنس، أول رائد فضاء أمريكي أفريقي.
- روبن كيلي
- كارول رونين
- نيل فلين
- هنري ميشيل

## أساتذة بارزون
- إرنست إيسينج
- عصام نصار (2003 ـ 2006)

## وصلات خارجية
- الموقع الرسمي للجامعة (بالإنجليزية)